# 当梅尼勒
当梅尼勒（法語：Dampsmesnil，法語發音：[dɑ̃mɛnil]）是法国厄尔省的一个旧市镇，位于该省东部，属于莱桑德利区。2016年1月1日，当梅尼勒和相邻的另外13个市镇合并为新市镇埃普特河畔韦克桑（Vexin-sur-Epte）。

## 地理
当梅尼勒（49°10'3"N, 1°38'21"E）面积5.61 平方千米，位于法国诺曼底大区厄尔省，该省份为法国北部内陆省份，北起滨海塞纳省，西接奧恩省和卡爾瓦多斯省，南至厄尔-卢瓦省，东临瓦兹省、瓦兹河谷省和伊夫林省。
与当梅尼勒接壤的市镇（或旧市镇、城区）包括：贝特农维尔、比圣雷米、埃普特河畔韦克桑、布赖和吕、埃普特河畔蒙特勒伊。

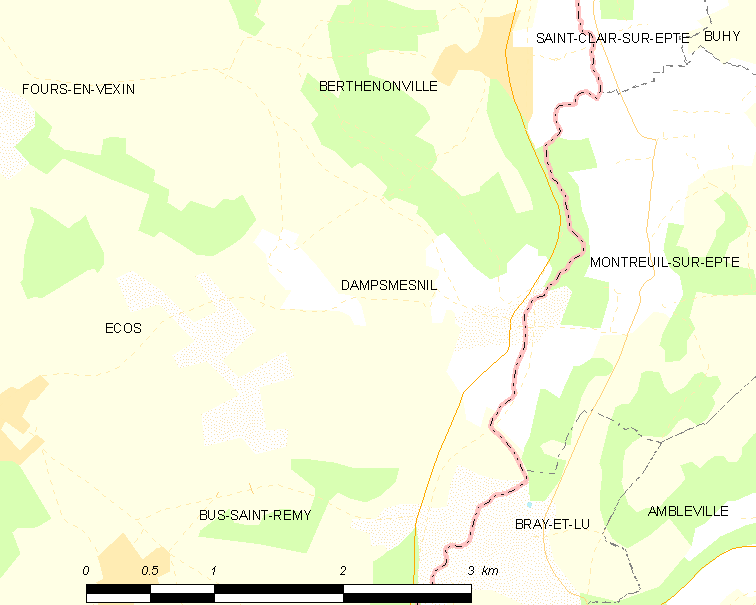
当梅尼勒的OSM定位图

当梅尼勒的时区为UTC+01:00、UTC+02:00（夏令时）。

## 行政
当梅尼勒的邮政编码为27630，INSEE市镇编码为27197。

## 政治
当梅尼勒所属的省级选区为莱桑德利县。

## 人口

1962-2008年间当梅尼勒人口变化图示

当梅尼勒于2018年1月1日时的人口数量为198人。